# Le Bahut des tordus (film)
Pour les articles homonymes, voir Le Bahut des tordus.
Pour plus de détails, voir Fiche technique et Distribution.
Le Bahut des tordus (魁!! クロマティ高校, Sakigake!! Kuromati Kōkō) est un film japonais réalisé en 2005 par Yudai Yamaguchi. Il est basé sur le manga de Eiji Nonaka Cromartie High School.

## Synopsis
Régulièrement détruite, la Cromartie High School est un repaire de cancres qui recueille les rebuts de tous les autres établissements : des loubards bouffeurs de crayons, des catcheurs reconvertis dans l’enseignement, des élèves-robots et même un gorille. Alors, forcément, quand Takashi élève studieux débarque avec son cartable tout neuf et sa trousse bien rangée, il fait un peu tache. Qu’à cela ne tienne, il s’est fixé comme objectif de transformer l’école en établissement modèle...

## Controverse
La Cromartie High School, ou École secondaire Cromartie, est nommée en l'honneur de Warren Cromartie, un joueur américain de baseball qui joua au Japon et y fut très apprécié. En juin 2005, Cromartie dépose une demande d'injonction à un tribunal de Tokyo pour empêcher la présentation du film Sakigake!! Kuromati Kōkō. L'ancien joueur estime que celui-ci porte atteinte à sa réputation et que ses initiatives charitables auprès des jeunes sont entachées par l'image véhiculée par le film, dans lequel les étudiants de l'école Cromartie « fument, se bagarrent avec les étudiants des autres écoles, et sont dépeints comme des truands ».